# Balaurul dobrogean
Balaurul sau balaurul dobrogean, șarpele cu patru dungi răsăritean, balaurul mare (Elaphe sauromates, cu o denumire mai veche Elaphe quatuorlineata sauromates)  este un șarpe neveninos din familia colubride (Colubridae), care trăiește în stepă, deseori în apropierea locuințelor omenești, chiar în podurile caselor unde vânează porumbei.
Este răspândit în sud-estul Europei (Albania, sudul-estul României, Republica Moldova, sud-estul Bulgariei, nord-estul Greciei, sudul Ucrainei, Turcia europeană), Asia Mică, sud-vestul Rusiei, Caucaz, sud-vestul Kazahstanului, nord-vestul Turkmenistanului și vestul Iranului. În România este o specie protejată și a fost găsit în județele Galați, Tulcea, Constanța, Buzău. Are o talie mare, de până la 2,60 m, fiind unul dintre cei mai mari șerpi din România.
Evită soarele puternic. Se cațără bine în arbori și se mișcă relativ lent. Când este prins mușcă. Se hrănește cu mamifere rozătoare, unele șopârle, păsări, inclusiv ouă. Prada este mai întâi omorâtă prin constricție și apoi înghițită. Vânează de dimineață până la apusul soarelui.
Masculii adulți sunt mai mari decât femelele. Se împerechează în lunile iunie-iulie. După acuplare, femela depune în iulie 6-16 ouă în sol. Puii eclozează în septembrie-octombrie și au circa 15 cm.

## Descrierea

### Morfologia

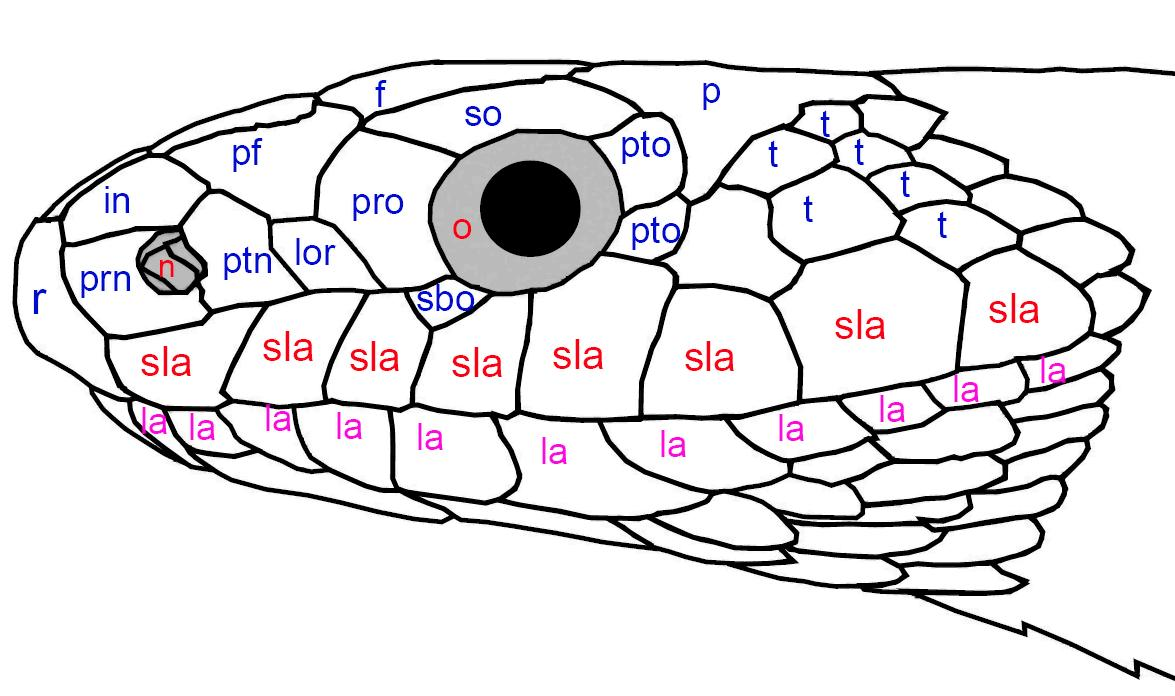
Scuturile capului, aspect lateral
f - frontal;
in - internasal;
l - loreal (frenal);
la – sublabiale;
n - nară;
o - ochi;
p - parietal;
pf - prefrontal;
prn – prenazal (nazal anterior);
ptn – postnazal (nazal posterior);
pto - postocular;
pro - preocular;
r - rostral;
sla - supralabiale;
so - supraocular;
sbo - subocular;
t - temporale

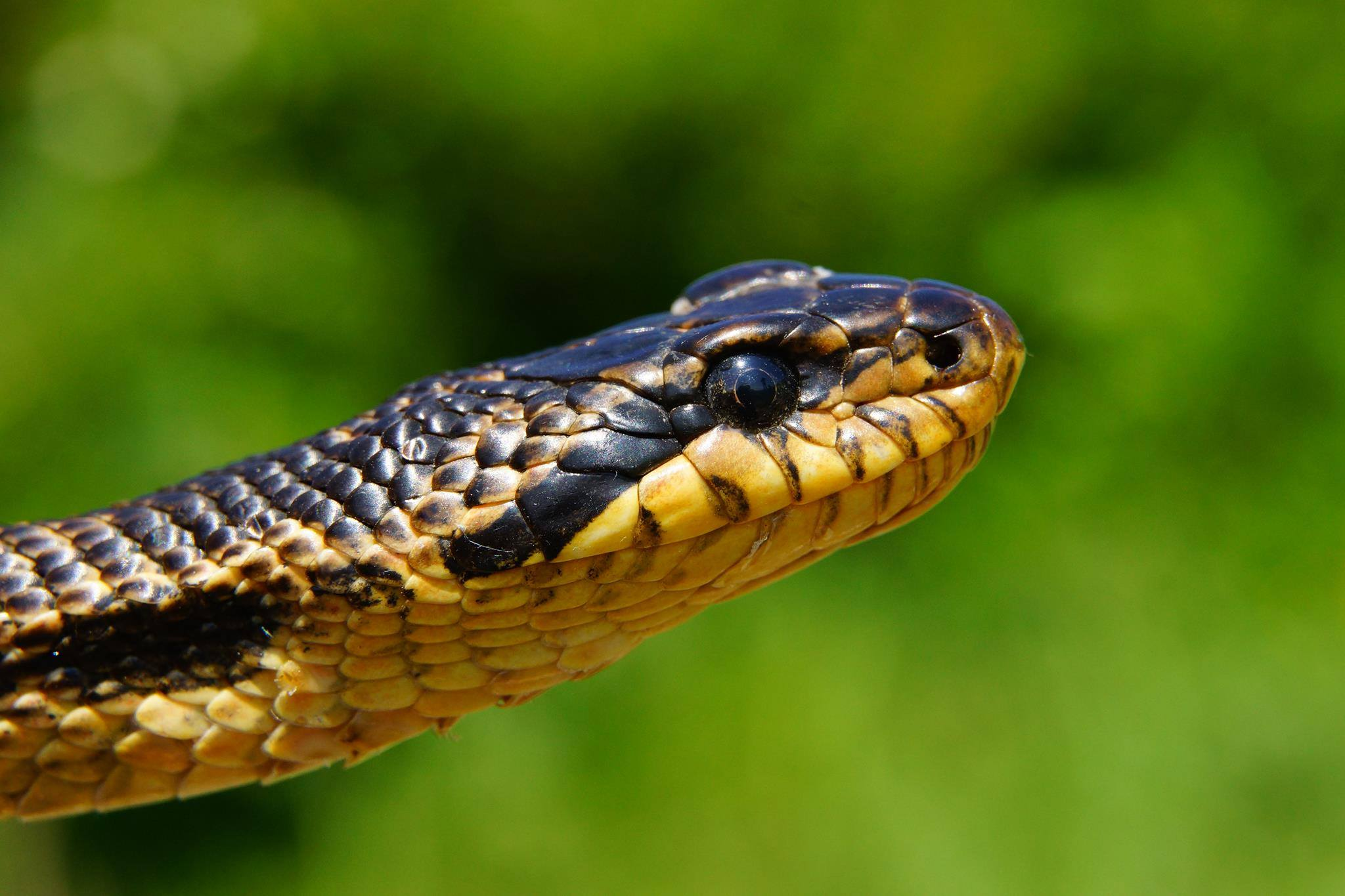
Balaur dobrogean, fotografiat de Doru Panaitescu în județul Constanța

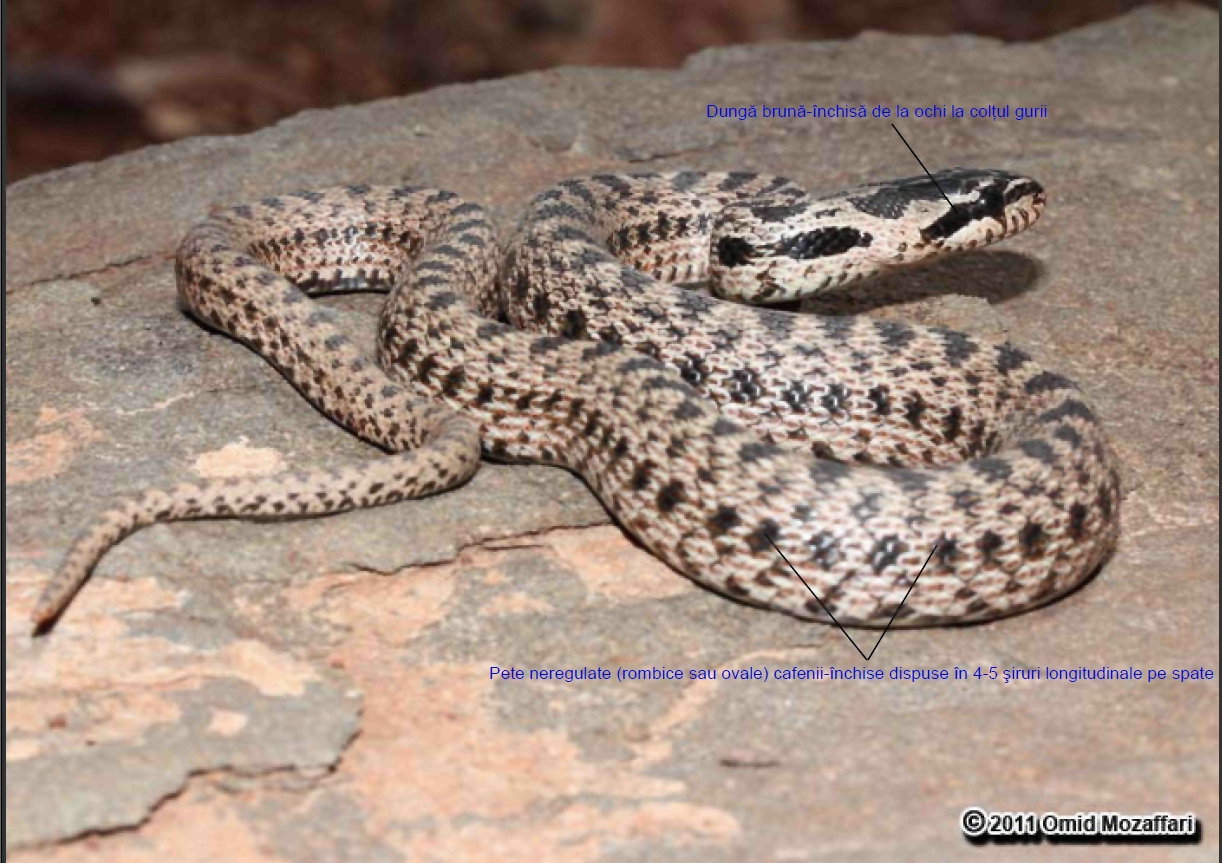
Balaurul dobrogean, fotografiat de Omid Mozaffari în Iran

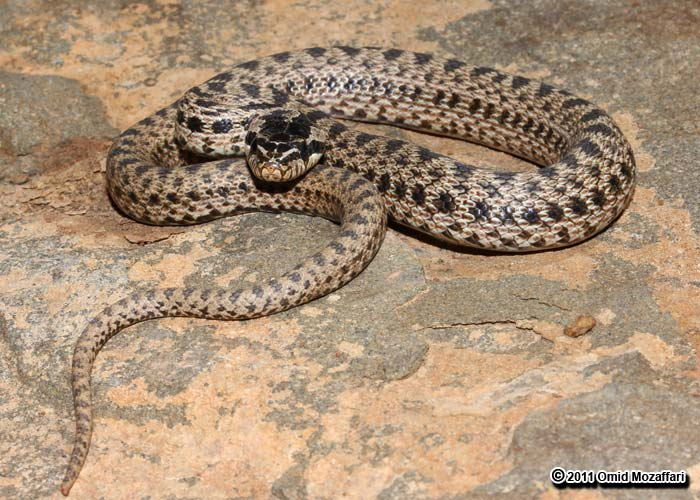
Balaurul dobrogean, fotografiat de Omid Mozaffari în Iran

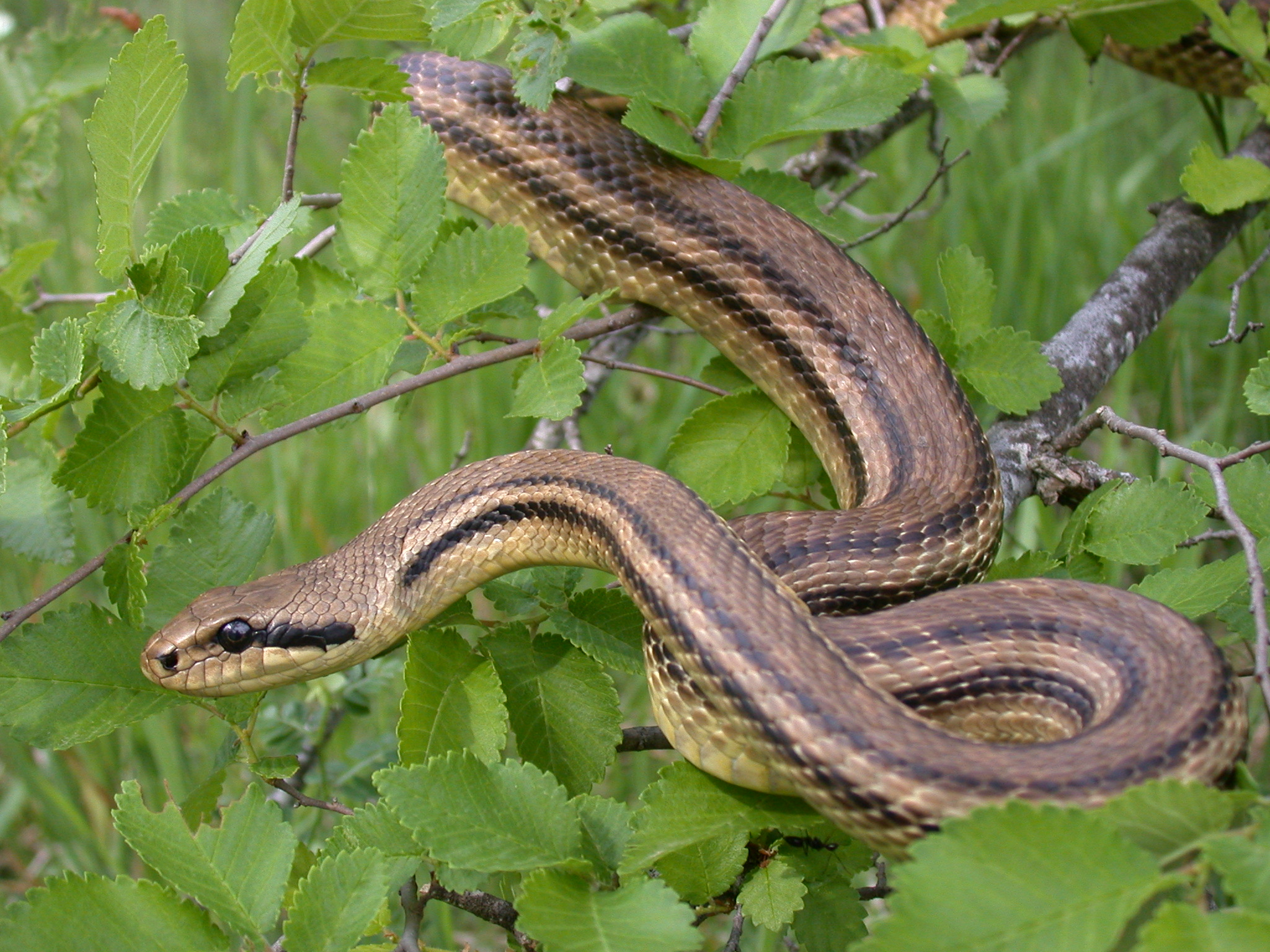
Șarpele cu patru dungi (Elaphe quatuorlineata)

Balaurul dobrogean este un șarpe de talie mare atingând o lungime totală a corpului de până la 2 m, fiind unul dintre cei mai mari șerpi din România. Kirițescu (1930) citează însă un exemplar de 2,60 m capturat de Dombrovsky în 1901 la Cernavodă, pe care l-a studiat personal. Această relatare împrumută oarecare realitate numeroaselor legende locale despre șerpi uriași întâlniți de localnici.

#### Date biometrice
Este un șarpe mare. Masculii au de obicei o lungime totală (cap + trunchi + coadă) de 1275–1425 (în medie 1346) mm, femelele 1208 mm, juvenilii 400 mm. Lungimea cap + trunchi (de la vârful botului la marginea anterioară a fantei cloacale) este 1035–1125 mm (în medie 1070,4 mm) la masculi, 1010 mm la femele și 327 mm la juvenili. Lungimea cozii (de la marginea anterioară a fantei cloacale la vârful cozii) este de 240–300 mm (în medie 275,6 mm) la masculi, 198 mm la femele și 73 mm la juvenili. Lungimea capului (de la vârful botului până la colțul gurii) 30–35,3 mm (în medie 32,7 mm); lățimea capului (măsurată între colțurile gurii) 27-40,3 mm (în medie 30,6 mm). Raportul între lungimea cap + trunchi și lungimea cozii este de 3,9 la masculi și de 5,1 la femele. Grosimea corpului este de 5–6 cm.
Aspectul general este mai puțin zvelt decât la șarpele rău (Dolichophis caspius) și șarpele lui Esculap (Zamenis longissimus), capul alungit, mai mare decât la speciile citate, botul obtuz, trunchiul lung, coada moderat alungită. Capul este slab separat de gât. Ochiul este de mărime mijlocie, cu pupila rotundă. Dinții maxilari au o lungime egală. Osul palatin cu proces median mai mare decât procesul lateral. Carena hemală a vertebrelor trunchiului se termină anterior față de condil.

#### Folidoza
Solzii capului și ai corpului au o mare importanță pentru determinarea speciilor de șerpi. Solzii mici se numesc grăuncioare, iar cei mari scuturi sau plăci. Scuturile sunt bine dezvoltate pe cap. Partea superioară a capului acoperită de scuturi se numește pileu (pileus).
La balaurul dobrogean scutul rostral (situat la vârful botului) este mai lat decât înalt, de-abia vizibil din perspectivă dorsală. În partea superioară scutul rostral formează un unghi obtuz care de obicei se intercalează între scuturile internazale. Scutul frontal mai scurt decât scuturile parietalele. Nara este așezată între scutul nazal și postnazal. Scutul frenal (loreal) puțin mai lung decât înalt care este mai mic decât scutul nazal, lungimea lui este egală cu lățimea. Sub scutul frenal (între scutul frenal și scuturile supralabiale) se află de obicei 1-3 solzi mici. Au o singur scut preocular destul de mare, sub el (între al treilea și al patrulea scut supralabial) este situat un scut subocular mic. De obicei au două, rareori trei scuturi postoculare. Sunt 2-3 scuturi temporale anterioare în primul rând și 4 (rar 3) scuturi temporale posterioare în al doilea rând. Opt (excepțional 9) scuturi supralabiale, ochiul se mărginește cu al 4-le și al 5-le scut supralabial.  Scuturi sublabiale în număr de 11-12; 4 sau 5 (excepțional 3) din scuturile sublabiale se află în contact cu scuturile inframaxilare anterioare, care sunt mai lungi decât cele posterioare. Scuturile parietale prin unghiul lor anteroinferior alungit se află de obicei în contact cu scutul postocular inferior.
Solzii dorsali sunt în număr de 25 (excepțional 23 sau 27), în fiecare șir transversal de solzi din jurul mijlocului trunchiului (fără scuturile ventrale). Solzii dorsali cu doi pori apicali rotunjiți sunt slab carenați longitudinal. Solzi laterali sunt netezi. Pe abdomen au 187-224 (în medie 203-208) scuturi ventrale la masculi și 205-234 (în medie 218) la femele. Scuturile ventrale de pe laturile abdomenului nu formează carene vădite. Au 56-90 scuturi subcaudale. Scutul anal divizat, mai rar întreg.

### Coloritul
Fiecare solz are o pată cafenie-închisă pe un fond alb-gălbui sau alb-roz. Pigmentul cafeniu închis predomină.
La balaurul dobrogean coloritul spatelui este foarte variabil - de la cenușii, cenușiu-măsliniu spre brun-gălbui sau bruniu; adulții au de obicei un colorit dorsal cafeniu sau brun-roșcat, iar juvenilii cenușiu sau brun-gălbui. Pe spate pe un fond alb-gălbui se află pete mari, neregulate  (rombice sau ovale), neconfluente, ușor alungite în direcția transversală, de culoare închisă - cafenii, cafeniu-brune, brun-roșcate, negru-brune sau aproape negre, pe alocuri contopite uneori într-o dungă în zigzag; aceste pete sunt dispuse în 4 șiruri (4-5 șiruri la juvenili) longitudinale. În partea inferioară (ventrală) a flancurilor se află câte un rând de pete mai mici întunecate de aceeași culoare cu a spatelui care tind să formeze o dungă închisă continuă. Unii solzi de pe laturile corpului au o culoare roșiatică sau portocalie. Acest tip de desen dorsal este bine pronunțat la exemplarele tinere și aproape se pierde pe un fond general pestriț la șerpii adulți, deoarece în mijlocul fiecărui solz al trunchiului de culoare deschisă se află o mică pată întunecată.
Șarpele cu patru dungi (Elaphe quatuorlineata), care trăiește în sud-vestul Europei, dar nu se întâlnește pe teritoriul României și țărilor învecinate, are pe partea superioară a corpului patru dungi longitudinale brun-inchise, de unde și numele lui (în limba latină și română).
Partea superioară a capului și ceafa la adulți este de culoare uniform cafeniu-închisă sau brun-cenușiu, cu o pată deschisă post-occipitală. La șerpii tineri pe suprafața superioară a capului se află un desen caracteristic, format dintr-o dungă arcuită, tăiată anterior, de culoare brun-cafenie situată între marginile anterioare ale ochilor, 2 pete mici de aceeași culoare situate simetric pe marginile posterioare ale scuturilor supraoculare și 2 dungi mari și late în regiunea parietală, de culoare brun-închisă, bombate una față de cealaltă, care se unesc pe gât cu prima pată a trunchiului. Dungile întunecate de pe părțile laterale ale capului, care încep la adulți de la marginea posterioară a ochiului, la juvenili sunt clar pronunțate și pe laturile botului. Cu vârsta, desenul de pe suprafața superioară a capului se pierde treptat în coloritul de fond general brun-cenușiu sau aproape negru și se poate transforma într-o suprafață neagră neîntreruptă la adulți.
Pe părțile laterale ale capului, de la ochi la colțul gurii se întinde o dungă brună-închisă bine vizibilă care se îngustează pe parcurs, caracteristică majorității speciilor genului Elaphe.  Scuturile supralabiale la adulți au o culoare galben-deschisă caracteristică. Irisul ochiului este negru.
Abdomenul are o culoare monocromă uniformă galben-pai sau uneori este pătat cu pete brune mici neclare.

### Dimorfismul sexual
Masculii adulți sunt mai mari decât femelele și au mai puține scuturi ventrale. Coada masculilor este mai lungă,  cu mai multe scuturi subcaudale.

## Răspândirea și habitatul

### Răspândirea

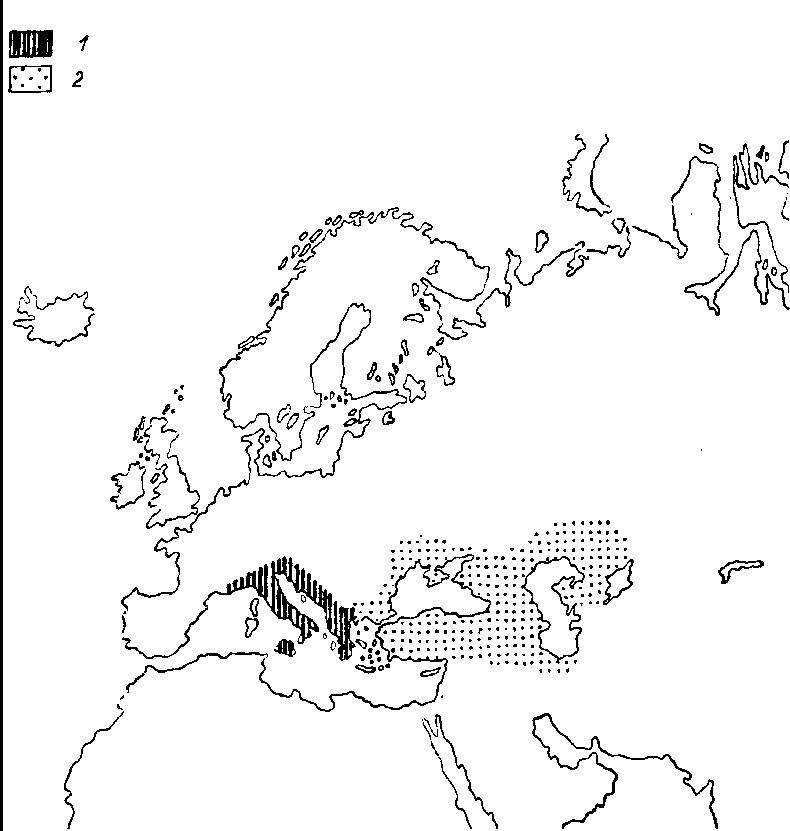
1. Răspândirea șarpelui cu patru dungi (Elaphe quatuorlineata)
2. Răspândirea balaurului dobrogean (Elaphe sauromates)

Este răspândit în sud-estul Europei (Albania, sudul-estul României, Republica Moldova, sud-estul Bulgariei, nord-estul Greciei, sudul Ucrainei, Turcia europeană), Asia Mică (Siria, Liban, Israel), sud-vestul Rusiei (Daghestan), Caucaz (Georgia, Armenia, Azerbaidjan), sud-vestul Kazahstanului, nord-vestul Turkmenistanului și vestul Iranului.
În România este o specie protejată și a fost găsit în județele Galați (Movileni, Furceni), Tulcea (Măcin, Greci, Vârful Țuțuiatul din munții Măcin, Atmagea, Tulcea), Constanța (Gura Dobrogei, Cernavodă, Medgidia, Constanța, Valul lui Traian, Agigea, Tuzla), Buzău (Rezervația Naturală Vulcanii Noroioși Pâclele Mari).
În Republica Moldova se întâlnește în regiunea cursului inferior al Nistrului și cel al Prutului, până la sectoarele Leova și Ștefan-Vodă.

### Habitatul
Balaurul dobrogean trăiește în regiunile de stepă și silvostepă, în semideșerturi pietroase și în pajiștile premontane și montane fiind găsit prin locuri pietroase și nisipoase acoperite cu plante, tufișuri, lunci, pe pante stâncoase acoperite cu arbuști, la marginea pădurii și în pădurile rare riverane și de stepă. În munți, este găsit la altitudini de până la 2500 m deasupra nivelului mării (în Caucaz). Este deseori găsit în apropierea locuințelor omenești, prin vii și livezi, și chiar în podurile caselor unde vânează porumbei.
Exemplarele capturate de Ion E. Fuhn au fost colectate de pe dealurile stâncoase de lângă Greci (vârful Țuțuiatul, liziera pădurii) sau din lucernierele de la Valul lui Traian, vecine cu o pădurice.
Se adăpostește în galeriile popândăilor, gerbililor și rozătoarelor mici, în golurile de sub pietre, fisurile și rigole solului și în scorburile arborilor.
În stepa virgină înțelenită se întâlnesc până la trei exemplare la 3–5 km lineari sau 0,4–12 exemplare/hectar. Populațiile acestor șerpi sunt  într-un declin dramatic datorită desțelenirii pe scară largă.

## Comportamentul
Iarna hibernează. Apare după hibernare prin aprilie, fiind activ până în septembrie sau octombrie în diferite părți ale arealului.
Evită soarele puternic. Primăvara și toamna este activ în tot cursul zilei, iar în verile calde dimineața și seara, ascunzându-se pe la mijlocul zilei în galeriile rozătoarelor, scorburile arborilor și sub pietre.
De obicei, indivizii trăiesc izolat. Se mișcă relativ lent. Se cațără și alunecă cu ușurință în arbori și tufișuri, aruncându-și partea anterioară a corpului cu 0,5 m de la o ramură la alta.
În fața dușmanilor ia o postură amenințătoare - își ridică partea anterioară a corpului, gâtul fiind comprimat lateral și cu un sâsâit scurt face salturi în direcția inamicului. În stare excitată vibrează rapid cu vârful cozii, care lovindu-se de un substrat tare produce un pocnet caracteristic. Pentru a scăpa de dușmani se cațără în copaci, trecând în alți copaci prin coroanele suprapuse, iar luat prin surprindere pe un copac, cade ca o piatră la pământ.
Pentru om este inofensiv, dar când este capturat se apără mușcând. În captivitate își pierde curând agresivitatea și duce o viață retrasă, ascuns sub pietre sau în galerii pe care le sapă cu botul, ieșind numai când caută prada.
Năpârlesc de 4-5 ori pe an (în captivitate).

## Hrana
Se hrănește cu rozătoare de talie mare și mijlocie ca șoareci de câmp, șobolani, popândăi, gerbili, hârciogi, cu iepuri tineri, păsări (de mărimea unui porumbel) și cu puii și ouăle lor, mai rar cu șopârle (saurofagie facultativă). Vânează de dimineață până la apusul soarelui.
După ce a apucat prada cu gura, se încolăcește în jurul ei până ce o sugrumă prin constricție și nu se desface din jurul ei până ce simte că victima nu se mai mișcă, apoi își desprinde inelele corpului musculos și o înghite. Prada o înghite întreagă, începând de regulă de la cap.
Ouăle de dimensiunea celor de găină sau de rață le înghite întregi, iar coaja lor este sfărâmată în esofag cu ajutorul hipapofizelor (apofizele spinoase alungite ale vertebrelor anterioare) care apasă de sus ouăle înghițite, acționând ca un ferăstrău. Rămășițele cojii sfărâmate trec prin tractul intestinal și sunt apoi eliminate în afară. În căutarea ouălor de păsări vizitează regulat cuiburile și adăposturile pentru păsări, cățărându-se sus în copaci.

## Paraziții și dușmanii

### Paraziții
Paraziții acestui șarpe sunt acantocefalul Echinorhynchus oligacanthus (= Oligacanthorhynchus oligacanthus) Rudolphi, nematodul Ascaris cephaloptera Rudolphi, trematodul Plagiorchis sauromates Poirier, protozoarul Haemogregarina.

### Dușmanii naturali
Printre dușmanii naturali care se hrănesc cu acești șerpi se numără păsările răpitoare: șorecarul comun (Buteo buteo), șerparul (Circaetus gallicus), stârcul cenușiu (Ardea cinerea), eretele de stuf (Circus aeruginosus), codalbul (Haliaeetus albicilla), barza albă (Ciconia ciconia); vulpile, mamiferele carnivore din genul Mustela (herminele etc), șopârla apodă Pseudopus apodus.

## Reproducerea
În România împerecherea are loc în lunile iunie-iulie, iar în Crimeea și sudul Ucrainei în aprilie-mai. În această perioadă acești șerpi țin un „post nupțial” caracteristic.
Ouăle se maturează în corpul femelei timp de circa 60 de zile. Femelele depun ponta în iunie-august, de obicei prin iulie. Ponta este formată din 4-16 ouă, care au o dimensiune de 20-30 x 42–70 mm. Ouăle sunt depuse în sol.
Puii eclozează după 2,5-3 luni, în România prin septembrie-octombrie, în Crimeea în august-septembrie, iar în Transcaucazia în septembrie - începutul lunii octombrie. La eclozare puii au o lungime de 15–25 cm. Puiul eclozat la început își scoate vârful botului și limba printr-o gaură făcută în coajă, apoi tot capul și adesea rămâne în această poziție mai mult de o oră; dacă cineva se mișcă prin preajmă, puiul își retrage capul înapoi și numai după o pauză îndelungată se arăta din nou.
S-a observat că femelele acestui șarpe au grijă de urmași, un fenomen rar printre șerpi. Ele își apără ponta lipicioasă de dușmani încolăcindu-și inelele corpului în jurul ei.
Maturitatea sexuală este atinsă în al treilea an de viață. Se pot reproduce și în captivitate. Este crescut cu succes în exotariul din Tula (Rusia), unde în anul 2000 au eclozat 33 de pui.

## Taxonomia
Specia Elaphe sauromates era inclusă în clasificările mai vechi ca o subspecie (Elaphe quatuorlineata sauromates) în specia Elaphe quatuorlineata, care includea 4 subspecii:
1. Elaphe quatuorlineata quatuorlineata (Lacépède) - din centrul și sudui Italiei, Sicilia, fosta Iugoslavie, Albania, sud-vestul Bulgariei, Grecia, insulele Sporade și Ciclade - în prezent este inclusă ca subspecie în  specia Elaphe quatuorlineata
2. Elaphe quatuorlineata praematura Werner - din Ciclade, insula Ios ;  în prezent este inclusă în  specia Elaphe quatuorlineata
3. Elaphe quatuorlineata muenteri Bedriaga - din insula Miconos , Ciclade; în prezent este inclusă ca subspecie în  specia Elaphe quatuorlineata
4. Elaphe quatuorlineata sauromates (Pallas) - din Turcia europeană, nord-estul Greciei, sud-estul Bulgariei și zona dunăreană, România (Dobrogea și  Moldova),  sud-vestul fostei U.R.S.S.,  Caucaz,  Asia Mică,  Persia;   în prezent este ridicată  în rang de specie,  Elaphe sauromates.

## Importanța
Balaurul dobrogean aduce foloase agriculturii deoarece se hrănește cu rozătoare care provoacă mari daune culturilor agricole. În raport cu aceste foloase, pagubele, mai mult locale, pe care le aduce prin consumul păsărilor și ouălor lor, sunt neînsemnate. Este o specie atractivă pentru terarii, fiind prinsă ilegal în scop comercial.
Din cauza sentimentelor de teamă provocate de șerpii veninoși, la unii oameni s-a dezvoltat teama inclusiv față de acest șarpe inofensiv, chiar și în zilele noastre aceștia încercând să îl omoare pe loc îndată ce îl observă.

## Starea de conservare
Deteriorarea, distrugerea și fragmentarea habitatelor, extinderea suprafețelor agricole și de pășunat, turismul și urbanizarea, utilizarea pesticidelor și a îngrășămintelor agricole, colectarea și uciderea de către localnici și turiști sunt factorii principali ai scăderii populațiilor balaurului dobrogean.
În Lista roșie privind starea de conservare a reptilelor europene a IUCN este menționată ca o specie neamenințată cu dispariția (LC - least concern), dar nu este încă evaluată  în Lista roșie globală a UICN privind speciile amenințate.  În România este considerată ca o specie amenințată cu dispariția (EN - endangered). În Cartea Roșie a Republicii Moldova (unde este menționată ca Elaphe quatuorlineata - Șarpe cu patru dungi) este considerată ca o specie vulnerabilă (V)
În România specia Elaphe sauromates este protejată prin Legea Nr. 13 din 1993 pentru aderarea României la Convenția de la Berna (Anexa II, unde este menționată ca Elaphe quatuorlineata), Directiva Europeana 92/43/EEC a Consiliului Comunităților Europene (Anexele II și IV, unde este menționată ca Elaphe quatuorlineata),
Legea nr. 462/2001, emisă de Parlamentul României, privind regimul ariilor naturale protejate, conservarea habitatelor naturale, a florei și faunei sălbatice (Anexele III și IV, unde este menționată ca Elaphe quatuorlineata) și Ordonanța de Urgență a Guvernului nr. 57/2007 (unde este menționată ca Elaphe quatuorlineata) privind regimul ariilor naturale protejate, conservarea habitatelor naturale, a florei și faunei sălbatice, aprobată cu modificări și completări ulterioare, fiind considerată o specie de interes comunitar care necesită o protecție strictă (Anexa IV A) și a cărei conservare necesită desemnarea ariilor speciale de conservare (Anexa III).

## Legături externe
- ro Balaurul dobrogean (Elaphe sauromates). Herpeto Life Arhivat în 2 aprilie 2015, la Wayback Machine.
- ro  Doru Panaitescu. Povești cu balauri… de actualitate. Balaurul dobrogean
- ro Tibor Sos. List, key features and distribution of Romanian reptile species Arhivat în 5 martie 2016, la Wayback Machine.
- ro Reptilele din Munții Măcinului Arhivat în 19 aprilie 2015, la Wayback Machine.
- ro Nicu Pârlog. Balaurul dobrogean: cel mai mare șarpe din România și monștrii din basmele noastre
- ro Vlad Cioflec. Balaurul (Elaphe sauromates)
- Red Data Book of the Republic of Bulgaria. Elaphe sauromates - Blotched Snake. YouTube. Video
- Полоз сарматський (Elaphe sauromates). YouTube. Video
- ro Balaurul dobrogean: cel mai mare șarpe din România - jurnalparanormal.ro Arhivat în 2 aprilie 2015, la Wayback Machine.
- en Elaphe sauromates (PALLAS, 1811). The Reptile Database
- ru Elaphe quatuorlineata (Lacepede, 1789)— Четырехполосый полоз. Институт проблем экологии и эволюции им. А.Н. Северцова Российской академии наук Arhivat în 24 septembrie 2015, la Wayback Machine.
- ru Четырехполосый полоз — Elaphe quatuorlineata (Lacepede, 1789). Экологический центр "Экосистема"
- ru Сарматский, или палласов, полоз Elaphe sauromates (Pallas, 1814). Forum
- ru Полоз сарматский, полоз палласов Elaphe sauromates (Pallas, 1814). Червона книга України
- it  Il cervone orientale, Elaphe sauromates (Pallas, 1814). Associazione Ichthyos Italia
- en  Elaphe sauromates (Pallas, 1814). Blotched Snake. Amphibians and Reptiles of Europe by Paolo Mazzei
- el  Elaphe sauromates (Pallas, 1814). Herpetofauna of Greece[nefuncțională – arhivă]